# NGC 16
NGC 16 è una galassia lenticolare della costellazione di Pegaso, scoperta l'8 settembre 1784 da William Herschel.

Nel Webb Society Deep-Sky Observer's Handbook (Quaderno dell'osservatore dello spazio profondo della Webb Society), l'aspetto di NGC 16 è descritto come:
Rotonda, con il centro leggermente più luminoso; la nebuolosità esterna è di luminosità uniforme.
NGC 16 è nel vicino infrarosso.